# 太田賢吾 (野球)
太田 賢吾（おおた けんご、1997年1月19日 - ）は、埼玉県川越市出身のプロ野球選手（内野手、外野手）。右投左打。東京ヤクルトスワローズ所属。

## 経歴

### プロ入り前
1歳上の兄の影響で小学校2年生時、南古谷レーダースで野球を始め、川越東中学校時代は所沢中央シニアに所属し遊撃手としてプレーした。
川越工業高校では1年生の秋に遊撃手でレギュラーを獲得。投手を兼任し、通算で2試合に登板した。3年夏の埼玉大会では17打数9安打、打率.529、6打点を記録した（チームは5回戦敗退）。2学年先輩に狩野行寿がいる。
2014年10月23日に行われたドラフト会議では、北海道日本ハムファイターズから8位指名を受け、契約金1500万円、年俸470万円（金額は推定）で仮契約した。背番号は65。

### 日本ハム時代
2015年は、二軍で93試合に出場。守備面では、二塁手部門でイースタン・リーグ最多の8失策を記録した。
2016年は、7月9日に出場選手登録されたが、出場機会は無かった。
2017年は、7月18日の対東北楽天ゴールデンイーグルス戦の7回裏に代走でプロ初出場し、その後二塁の守備に就いた。同20日の同カードでは、途中出場すると8回裏にプロ初打席に立ち、結果は中堅手への飛球だった。同23日の対埼玉西武ライオンズ戦では「7番・二塁手」でプロ初先発出場。4回表の第2打席にプロ初安打となる投手への適時内野安打を放ち、同時にプロ初打点を記録した。9月7日の対楽天戦では「7番・二塁手」で先発出場し、3回裏の第1打席でプロ初本塁打を打った。
2018年は、54試合の出場で、打率.194、5打点だった。

### ヤクルト時代
2018年12月11日、秋吉亮・谷内亮太との2対2の交換トレードにより、高梨裕稔と共に東京ヤクルトスワローズへの移籍が発表され、12月13日に公示された。背番号は46。
2019年は、4月5日の中日ドラゴンズ戦で5回に代打で出場し又吉克樹から移籍後初安打となる適時二塁打を放つと、同20日の中日戦では柳裕也からシーズン初本塁打を放った。5月1日の横浜DeNAベイスターズ戦では、「1番・三塁手」として先発出場すると、1回表に大貫晋一から12球団を通して令和初となる安打を記録した。好不調の波も大きく登録抹消もあったが、主に坂口智隆に代わる1番打者として自己最多の90試合に出場し、打率.251を記録した。また、内野の全守備位置に就いたが、13失策を記録した。
2020年は、4試合出場に終わり、前年より大幅に数字を落とした。
2021年は、一軍では29試合の出場に留まるも、イースタン・リーグで首位打者のタイトルを獲得した。オフに、50万円減となる推定年俸1300万円で契約を更改した。
2022年は、37試合の出場に留まる。本職は内野手ながら外野手としても好守備で存在感を発揮した。打撃の方でもチャンスで冷静に押し出し四球を選ぶ、スクイズで点をもぎ取るといったチーム連覇の大きなピースとなった。オフの契約更改では年俸増額でサインするも、前半戦しか一軍にいられなかったことを悔やんだ。
2025年は、内野手登録から外野手登録に変更された。

## 選手としての特徴・人物
難しいコースの球に対応できるバットコントロールとパンチ力を併せ持つ巧打者。ヤクルト移籍後はスイングが非常に鋭くなり、一軍で十分活躍できると井端弘和から評されている。守備では、内・外野全ポジションを守れるユーティリティープレイヤー。高い身体能力を誇り、高校時代の50メートル走のタイムは6秒1。遠投110メートル。
太田を担当した日本ハムスカウトの今成泰章は2013年秋の埼玉県大会で「ふらっと見に行った時に（太田を）見つけた。目を見張ったのは送球の正確さ」と惚れ込んだ。以降の埼玉県大会では他球団スカウトに太田の存在を知られないよう「他の球場でもやってるから、移動しようぜ」と強引に連れ出し、ドラフトの隠し玉として指名にこぎつけた。
愛称は「ケリー」。
2019年12月に日本ハム時代から交際していた女性と結婚した。

## 詳細情報

### 年度別打撃成績
| 年 度     | 球 団     | 試 合 | 打 席 | 打 数 | 得 点 | 安 打 | 二 塁 打 | 三 塁 打 | 本 塁 打 | 塁 打 | 打 点 | 盗 塁 | 盗 塁 死 | 犠 打 | 犠 飛 | 四 球 | 敬 遠 | 死 球 | 三 振 | 併 殺 打 | 打 率 | 出 塁 率 | 長 打 率 | O P S |
| --------- | --------- | ----- | ----- | ----- | ----- | ----- | -------- | -------- | -------- | ----- | ----- | ----- | -------- | ----- | ----- | ----- | ----- | ----- | ----- | -------- | ----- | -------- | -------- | ----- |
| 2017      | 日本ハム  | 40    | 88    | 82    | 9     | 14    | 2        | 1        | 1        | 21    | 6     | 0     | 0        | 4     | 0     | 2     | 0     | 0     | 21    | 1        | .171  | .190     | .256     | .447  |
| 2018      | 日本ハム  | 54    | 41    | 36    | 6     | 7     | 0        | 2        | 0        | 11    | 5     | 0     | 0        | 3     | 0     | 2     | 0     | 0     | 11    | 1        | .194  | .237     | .306     | .543  |
| 2019      | ヤクルト  | 90    | 337   | 303   | 36    | 76    | 13       | 1        | 3        | 100   | 27    | 0     | 0        | 8     | 1     | 23    | 0     | 2     | 78    | 5        | .251  | .307     | .330     | .637  |
| 2020      | ヤクルト  | 4     | 4     | 4     | 0     | 0     | 0        | 0        | 0        | 0     | 0     | 0     | 0        | 0     | 0     | 0     | 0     | 0     | 1     | 1        | .000  | .000     | .000     | .000  |
| 2021      | ヤクルト  | 29    | 79    | 72    | 4     | 16    | 5        | 0        | 0        | 21    | 5     | 3     | 2        | 1     | 1     | 5     | 0     | 0     | 18    | 3        | .222  | .269     | .292     | .561  |
| 2022      | ヤクルト  | 37    | 131   | 118   | 16    | 32    | 5        | 1        | 1        | 42    | 8     | 0     | 0        | 4     | 0     | 8     | 0     | 1     | 24    | 1        | .271  | .323     | .356     | .679  |
| 2023      | ヤクルト  | 20    | 42    | 41    | 1     | 8     | 0        | 0        | 0        | 8     | 1     | 0     | 0        | 0     | 0     | 1     | 0     | 0     | 11    | 1        | .195  | .214     | .195     | .409  |
| 2024      | ヤクルト  | 18    | 50    | 49    | 5     | 10    | 1        | 1        | 0        | 13    | 5     | 0     | 0        | 0     | 0     | 1     | 0     | 0     | 14    | 0        | .204  | .220     | .265     | .485  |
| 通算：8年 | 通算：8年 | 292   | 772   | 705   | 77    | 163   | 26       | 6        | 5        | 216   | 57    | 3     | 2        | 20    | 2     | 42    | 0     | 3     | 178   | 13       | .231  | .277     | .306     | .583  |

- 2024年度シーズン終了時

### 年度別守備成績
内野守備
| 年 度 | 球 団    | 一塁  | 一塁  | 一塁  | 一塁  | 一塁  | 一塁     | 二塁  | 二塁  | 二塁  | 二塁  | 二塁  | 二塁     | 三塁  | 三塁  | 三塁  | 三塁  | 三塁  | 三塁     | 遊撃  | 遊撃  | 遊撃  | 遊撃  | 遊撃  | 遊撃     |
| 年 度 | 球 団    | 試 合 | 刺 殺 | 補 殺 | 失 策 | 併 殺 | 守 備 率 | 試 合 | 刺 殺 | 補 殺 | 失 策 | 併 殺 | 守 備 率 | 試 合 | 刺 殺 | 補 殺 | 失 策 | 併 殺 | 守 備 率 | 試 合 | 刺 殺 | 補 殺 | 失 策 | 併 殺 | 守 備 率 |
| ----- | -------- | ----- | ----- | ----- | ----- | ----- | -------- | ----- | ----- | ----- | ----- | ----- | -------- | ----- | ----- | ----- | ----- | ----- | -------- | ----- | ----- | ----- | ----- | ----- | -------- |
| 2017  | 日本ハム | -     | -     | -     | -     | -     | -        | 35    | 43    | 52    | 2     | 13    | .979     | 2     | 1     | 2     | 0     | 1     | 1.000    | 1     | 1     | 2     | 0     | 2     | 1.000    |
| 2018  | 日本ハム | -     | -     | -     | -     | -     | -        | 31    | 20    | 44    | 2     | 4     | .970     | 9     | 0     | 1     | 0     | 0     | 1.000    | 12    | 6     | 11    | 2     | 1     | .895     |
| 2019  | ヤクルト | 2     | 5     | 0     | 0     | 0     | 1.000    | 7     | 3     | 8     | 1     | 1     | .917     | 73    | 41    | 92    | 8     | 7     | .943     | 17    | 18    | 31    | 4     | 4     | .925     |
| 2020  | ヤクルト | 1     | 0     | 0     | 0     | 0     | .000     | -     | -     | -     | -     | -     | -        | -     | -     | -     | -     | -     | -        | -     | -     | -     | -     | -     | -        |
| 2021  | ヤクルト | 3     | 18    | 2     | 1     | 2     | .952     | -     | -     | -     | -     | -     | -        | -     | -     | -     | -     | -     | -        | -     | -     | -     | -     | -     | -        |
| 2022  | ヤクルト | 1     | 11    | 0     | 0     | 0     | 1.000    | 1     | 1     | 0     | 0     | 0     | 1.000    | -     | -     | -     | -     | -     | -        | -     | -     | -     | -     | -     | -        |
| 2023  | ヤクルト | 1     | 4     | 0     | 0     | 0     | 1.000    | -     | -     | -     | -     | -     | -        | -     | -     | -     | -     | -     | -        | -     | -     | -     | -     | -     | -        |
| 通算  | 通算     | 8     | 38    | 2     | 1     | 2     | .976     | 74    | 67    | 104   | 5     | 18    | .972     | 84    | 42    | 95    | 8     | 8     | .945     | 30    | 25    | 44    | 6     | 7     | .920     |

外野守備
| 年 度 | 球 団    | 外野  | 外野  | 外野  | 外野  | 外野  | 外野     |
| 年 度 | 球 団    | 試 合 | 刺 殺 | 補 殺 | 失 策 | 併 殺 | 守 備 率 |
| ----- | -------- | ----- | ----- | ----- | ----- | ----- | -------- |
| 2021  | ヤクルト | 18    | 12    | 0     | 0     | 0     | 1.000    |
| 2022  | ヤクルト | 32    | 42    | 0     | 0     | 0     | 1.000    |
| 2023  | ヤクルト | 9     | 14    | 0     | 0     | 0     | 1.000    |
| 2024  | ヤクルト | 13    | 18    | 1     | 1     | 0     | .950     |
| 通算  | 通算     | 72    | 86    | 1     | 1     | 0     | .989     |

- 2024年度シーズン終了時

### 記録
初記録
- 初出場：2017年7月18日、対東北楽天ゴールデンイーグルス11回戦（千代台公園野球場）、7回裏に大田泰示の代走で出場
- 初打席：2017年7月20日、対東北楽天ゴールデンイーグルス13回戦（札幌ドーム）、8回裏に高梨雄平から中飛
- 初先発出場：2017年7月23日、対埼玉西武ライオンズ16回戦（メットライフドーム）、「7番・二塁手」で先発出場
- 初安打・初打点：同上、4回表にブライアン・ウルフから投前適時内野安打
- 初本塁打：2017年9月7日、対東北楽天ゴールデンイーグルス20回戦（東京ドーム）、3回裏に安樂智大から右越ソロ
- 初盗塁：2021年4月1日、対横浜DeNAベイスターズ3回戦（横浜スタジアム）、3回表に二盗（投手：国吉佑樹、捕手：山本祐大）

その他の記録
- 12球団を通して令和初安打：2019年5月1日、対横浜DeNAベイスターズ5回戦（横浜スタジアム）、1回表に大貫晋一から中前安打[19]

### 背番号
- 65（2015年[5] - 2018年）
- 46（2019年[16] - ）

### 登場曲
- 「シーソーゲーム 〜勇敢な恋の歌〜」Mr.Children（2017年）
- 「REASON」ゆず（2018年）
- 「Rewrite The Stars」James Arthur（2019年 - 2020年）
- 「カイト」嵐（2021年 - ）
- 中央競馬京都・阪神・中京GIファンファーレ 宮川泰作曲（2022年 - 、1番打者としてスタメン出場かつ第1打席のみ）
  - 同じく第1打席でGIファンファーレを登場曲として使用している塩見泰隆へのオマージュである。